# Arne Dokken
Arne Dokken, né le 27 août 1955 à Drammen en Norvège, est un joueur de football et entraîneur norvégien.

## Biographie
Natif de Drammen, Arne commence sa carrière dans le club local du Åssiden IF puis part au Strømsgodset IF à 19 ans. En 1975, il devient meilleur buteur du championnat norvégien. Ensuite, au Lillestrøm SK, il remporte la Coupe de Norvège 1978 et le championnat 1981. Il devient ensuite professionnel lorsqu'il débarque en Grèce au Panathinaïkos puis lorsqu'il est prêté à l'Apollon Smyrnis,, avant de rentrer au pays où il finit sa carrière au Rosenborg BK.
En huit saisons dans la ligue norvégienne, il a inscrit 64 buts en 147 matchs.
Il commence sa carrière d'entraîneur à Rosenborg en 1985. Il en devient ensuite le directeur sportif ainsi qu'au FC Lyn Oslo. Il entraîne ensuite au Strømsgodset IF puis au Sandefjord Fotball en 2004. Il devient ensuite directeur sportif au Hønefoss BK avant de devenir celui du Sandefjord BK.
Dokken joue quatre matchs avec l'équipe norvégienne des moins de 19 ans et 11 matchs avec l'équipe norvégienne espoirs. Il joue 24 matchs pour deux buts avec l'équipe de Norvège de football.

## Vie privée
Arne Dokken est le père de Kenneth Dokken et de Vegard Dokken, eux aussi footballeurs professionnels.

## Palmarès

### Joueur
Lillestrøm SK
- Champion de Norvège : 1981
- Vice-champion de Norvège : 1978
- Vainqueur de la Coupe de Norvège : 1978, 1981
- Finaliste de la Coupe de Norvège : 1980

Panathinaïkos
- Vainqueur de la Coupe de Grèce : 1982
- Vice-champion de Grèce : 1982

### Entraîneur
Rosenborg BK
- Champion de Norvège : 1985